# Josh Ioane
Pour les articles homonymes, voir Ioane.

a Compétitions nationales et continentales officielles uniquement.

b Matchs officiels uniquement.
Dernière mise à jour le 1 février 2023.
Josh Ioane, né le 11 juillet 1995 à Auckland (Nouvelle-Zélande), est un joueur international néo-zélandais de rugby à XV. Il joue principalement au poste de demi d'ouverture au Connacht depuis 2024.

## Biographie

### Carrière en club
Josh Ioane est né à Auckland, dans une famille aux origines samoanes et maori. Il s'intéresse dans un premier temps au rugby à XIII, et pratique ce sport avec un club de son quartier,. Il passe au rugby à XV lors de sa scolarité au King's College (en) d'Auckland. Il joue avec l'équipe de son établissement, et se montre déjà très prometteur,. Il joue également avec la sélection des moins de 18 ans de la franchise des Blues.

#### Premiers pas en club puis province (2014-2017)
En 2014, après avoir terminé le lycée, il déménage dans l'île du Sud afin de suivre des études en technologie de l'information à l'université d'Otago située à Dunedin,. Il joue alors au rugby avec le club du Southern RFC dans le championnat amateur de la région d'Otago,,. Il représente également l'équipe des moins de 19 ans de la province d'Otago, ainsi que sa sélection à sept.
En 2017, il est retenu dans l'effectif senior de la province d'Otago en NPC (championnat des provinces néo-zélandaises),. Il s'impose immédiatement comme le titulaire à l'ouverture, et dispute onze rencontres lors de sa première saison,.

#### Débuts en Super Rugby (depuis 2018)
Grâce à ses performances au niveau provincial, il est retenu dans l'effectif de la franchise des Highlanders pour disputer la saison 2018 de Super Rugby,. Il fait ses débuts le 24 mars 2018 face aux Hurricanes,. Lors de sa première saison, il enchaine sept rencontres comme remplaçant, avant de connaitre une unique titularisation, au poste d'arrière, contre les Melbourne Rebels le 14 juillet 2018,.
L'année suivante, il profite du départ du All Black Lima Sopoaga en Angleterre pour devenir le titulaire de son équipe au poste de demi d'ouverture,.
Lors de la saison 2020 de Super Rugby, il est replacé par son entraineur Aaron Mauger au poste de deuxième cinq-huitième, afin de laisser l'ouverture à Mitchell Hunt (en), arrivé en provenance des Crusaders,,. Il joue cinq matchs à ce poste, avant que la saison ne soit interrompue à cause de la pandémie de Covid-19. Il retrouve ensuite le poste d'ouvreur lors du Super Rugby Aotearoa.
Plus tard en 2020, il prend part à la rencontre entre le Nord et le Sud (en) avec l'équipe de l'île du Sud. Opposé notamment à son coéquipier Mitchell Hunt, il remplace Richie Mo'unga une première fois sur protocole commotion à la 27e minute pour la fin de la première mi-temps, puis reviens définitivement en jeu à l'ouverture à la 70e. Il se montre décisif quatre minutes après la fin du temps réglementaire, délivrant le ballon à Will Jordan via une transversale au pied, permettant d'inscrire l'essai de la victoire pour le Sud, battant l'équipe du Nord 35-38 chez eux, à Wellington.
En août 2021, il est libéré de sa dernière année de contrat aux Highlanders, et s'engage dans la foulée avec les Chiefs dans le même championnat à partir de la saison 2022. Lors de sa première saison, il n'obtient que quatre titularisations à l'ouverture, à cause de blessures et la concurrence de Bryn Gatland (en),. Plus tard en 2022, il perd également sa place de titulaire avec Otago au profit du jeune Cam Millar (en).
Au mois de juillet 2024, Josh Ioane s'engage pour un an avec la province irlandaise du Connacht. Il vient pour compenser l'absence sur blessure de JJ Hanrahan pour la saison 2024-2025.

### Carrière en équipe nationale
Josh Ioane représente d'abord le pays d'origine de ses parents, lorsqu'il joue avec l'équipe des Samoa des moins de 20 ans à l'occasion le championnat du monde junior 2015,. Au terme de la compétition, les Samoa sont relégués à l'échelon inférieur, malgré une victoire contre l'Italie.
En 2018, en vertu de ses origines Māori, il est sélectionné avec les Māori All Blacks dans le cadre de leur tournée en Amérique. Il entre en jeu lors des matchs contre les États-Unis puis le Brésil,, avec entre-temps une titularisation à l'arrière lors du match gagné 73-0 contre le Chili,.
Il est sélectionné pour la première fois avec les All Blacks par Steve Hansen en juillet 2019 pour participer au Rugby Championship,. Il ne fait pas ses débuts lors la compétition, malgré une présence sur la feuille de match contre l'Argentine. Il est cependant rappelé en sélection au mois de septembre suivant, en remplacement de Richie Mo'unga blessé, afin de participer au dernier match de préparation pour la Coupe du monde, bien qu'il ne fasse pas partie du groupe retenu pour la disputer,. Il connait alors sa première cape peu face à l'équipe des Tonga le 7 septembre 2019 à Hamilton. Dans une rencontre déséquilibrée, son équipe l'emporte largement sur le score de 92 à 7, Ioane entre jeu lors de la seconde mi-temps, et inscrit huit points au pied.
Il retrouve le groupe des All Blacks en octobre 2020 pour la Bledisloe Cup, mais ne dispute aucune rencontre.
En novembre 2020, il est retenu avec les Moana Pasifika, une sélection représentant les îles du Pacifique, pour affronter les Māori All Blacks le 5 décembre 2020.

## Statistiques
Au 3 janvier 2021, Josh Ioane compte 1 cape en équipe de Nouvelle-Zélande, dont aucune en tant que titulaire, depuis le 7 septembre 2019 contre l'équipe des Tonga à Hamilton. Il a inscrit 8 points (4 transformations).